# Fontanella del Putto
Fontanella del Putto (”Puttofontänen”) är en liten fontän vid Via Giulia i Rione Ponte i Rom. Fontänen, som är belägen vid Palazzo Sacchetti i hörnet av Via Giulia och Vicolo del Cefalo, uppfördes i slutet av 1500-talet. 

## Beskrivning
Mellan två karyatidpilastrar ses en putto med två delfiner. Tidigare urinerade denna putto ner i fontänens bassäng, men vattenhålet har igensatts och bassängen har tagits bort. Putton håller en av delfinerna i stjärtfenan och håller i andra handen någon typ av växt. Fontänen kröns av ett snäckskal och rudimentära kapitäl med guttae. Ovanför dessa sitter två åttuddiga stjärnor, vilka flankerar en av tiden sliten vapensköld.
Då Palazzo Sacchetti ritades av Antonio da Sangallo den yngre, har konsthistoriker antagit att han även formgav denna lilla fontän. Andra har attribuerat fontänen till Nanni di Baccio Bigio.

### Webbkällor
- ”Via Giulia”. Roma Segreta. 10 maj 2013. http://www.romasegreta.it/ponte/via-giulia.html. Läst 25 oktober 2016.
- ”Fontana del Putto”. Roma SPQR. Marco De Berardinis. http://www.romaspqr.it/ROMA/Fontane/Fontana_putto.htm. Läst 25 oktober 2016.